# Charpyjev udarni preizkus
Charpyjev udarni preizkus je preizkus udarne žilavosti se izvaja s Charpyjevim kladivom, postopek je uveljavljen tako v Evropi kot v ZDA.
Preizkus poteka tako, da kladivo dvignemo do začetne lege in ga spustimo da zaniha. Pri tem kladivo udari ob preizkušanec in doseže končno lego, ki je nižja od začetne. Razlika med začetno in končno višino je nastala na račun porabljene energije za prelom preizkušanca. Matematično je udarna žilavost definirana kot
ro=W/A
kjer je W udarno delo in A prerez preizkušanca. 
Rezultat žilavosti označujemo z označbo preizkušanca in udarnim delom za prelom (npr. KV 35J )